# Celeryville (Ohio)
Celeryville é um lugar designado pelo censo localizado no condado de Huron no estado estadounidense de Ohio. No Censo de 2010 tinha uma população de 210 habitantes e uma densidade populacional de 157,13 pessoas por km².

## Geografia
Celeryville encontra-se localizado nas coordenadas 41° 01′ 43″ N, 82° 43′ 38″ O. Segundo o Departamento do Censo dos Estados Unidos, Celeryville tem uma superfície total de 1.34 km², da qual 1.34 km² correspondem a terra firme e (0%) 0 km² é água.

## Demografia
Segundo o censo de 2010, tinha 210 pessoas residindo em Celeryville. A densidade populacional era de 157,13 hab./km². Dos 210 habitantes, Celeryville estava composto pelo 96.67% brancos, 0% eram afroamericanos, 0% eram amerindios, 0% eram asiáticos, 0% eram insulares do Pacífico, 1.9% eram de outras raças e o 1.43% pertenciam a duas ou mais raças. Do total da população 5.71% eram hispanos ou latinos de qualquer raça.